# Il lavoro

Il lavoro est un ancien quotidien italien publié à Gênes de 1903 à 1992.
Il est créé le 26 avril 1903, via Lomellini, par une union de ligues, mutuelles et syndicats. Le premier numéro est publié le 7 juin, sous la direction de Giuseppe Canepa, un député du Parti socialiste italien.